# Mimela bimaculata
Mimela bimaculata är en skalbaggsart som beskrevs av Lin 1966. Mimela bimaculata ingår i släktet Mimela och familjen Rutelidae. Inga underarter finns listade i Catalogue of Life.